# 福井市西藤島小学校
福井市西藤島小学校（ふくいしにしふじしましょうがっこう）は、福井県福井市にある公立小学校。

## 学校周辺
- 福井県立武道館

## アクセス
- 京福バス15系統「鮎川・小丹生線」で「西藤島小学校前」下車すぐ。